# Takelot I
Takelot I (... – 874 a.C.) è stato un faraone della XXII dinastia egizia.

## Biografia
Manetone (secondo Sesto Africano) lo chiama Tachelotis e pare collocarlo dopo "...tre re..." senza nome: allo stato attuale delle conoscenze due di questi potrebbero essere Sheshonq II e Tutkheperra Sheshonq, che dovettero regnare per un tempo brevissimo tra Osorkon I e Takelot I.
Takelot era figlio di Osorkon I, nonché uno dei sovrani meno conosciuti della XXII dinastia. La durata del suo regno è controversa anche se la lunghezza che meglio si accorda con i dati in nostro possesso è quella di sedici anni.

Durante il suo regno il ruolo di Primo Profeta di Amon nel tempio di Karnak, incarico che di fatto deteneva anche il potere politico sull'Alto Egitto, fu retto dal fratello Iuwlot che sembra abbia tenuto in scarsa considerazione il rango di Takelot.
Durante il regno di questo sovrano entrò in crisi il delicato equilibrio tra le varie componenti della società egizia creato dai primi due sovrani della XXII dinastia; il risultato fu un'accelerazione nel processo di disgregazione dello stato unitario verso una società feudale.

## Titolatura
| G5 |

| G5 |

|       |
| \| \| |
|       |
|       |

|  |

|       |
| \| \| |
|       |
|       |

|  |

| G16 |

| G16 |

|  |

| G8 |

| G8 |

|  |

| M23 · X1 | L2 · X1 |

| M23 · X1 | L2 · X1 |

| N5 | F12 | H6 |

| N5 | F12 | H6 |

| N5 | F12 | H6 |

| N5 | F12 | H6 |

| N5 | F12 | H6 |

| N5 | F12 | H6 |

| N5 | F12 | H6 |

| N5 | F12 | H6 |

| G39 | N5 |

| G39 | N5 |

| U33 | V31 · r | N18 · V13 |

| U33 | V31 · r | N18 · V13 |

| U33 | V31 · r | N18 · V13 |

| U33 | V31 · r | N18 · V13 |

| U33 | V31 · r | N18 · V13 |

| U33 | V31 · r | N18 · V13 |

| U33 | V31 · r | N18 · V13 |

| U33 | V31 · r | N18 · V13 |